# 普拉塞塔斯
普拉塞塔斯（西班牙語發音：[plaˈsetas]) ）是古巴的城市，属比亞克拉拉省，始建於1861年，面積601平方公里，海拔高度205米，2004年普查人口總數為71,208人，人口密度為每平方公里119.5人。

## 外部連結
- Encyclopædia Britannica. Placetas